# اسکونر
اسکونر (انگلیسی: Schooner) یک کشتی بادبانی است که حداقل دو دکل دارد. دکل‌ها به صورت جلو و عقب ساخته شده‌اند، به این معنی که بادبان‌ها موازی با کیل کشتی قرار می‌گیرند. در قرون ۱۸ و ۱۹، به ویژه در آمریکای شمالی و دریای کارائیب، از اسکونر معمولاً به عنوان کشتی‌های تجاری و کشتی‌های ماهیگیری استفاده می‌شد.

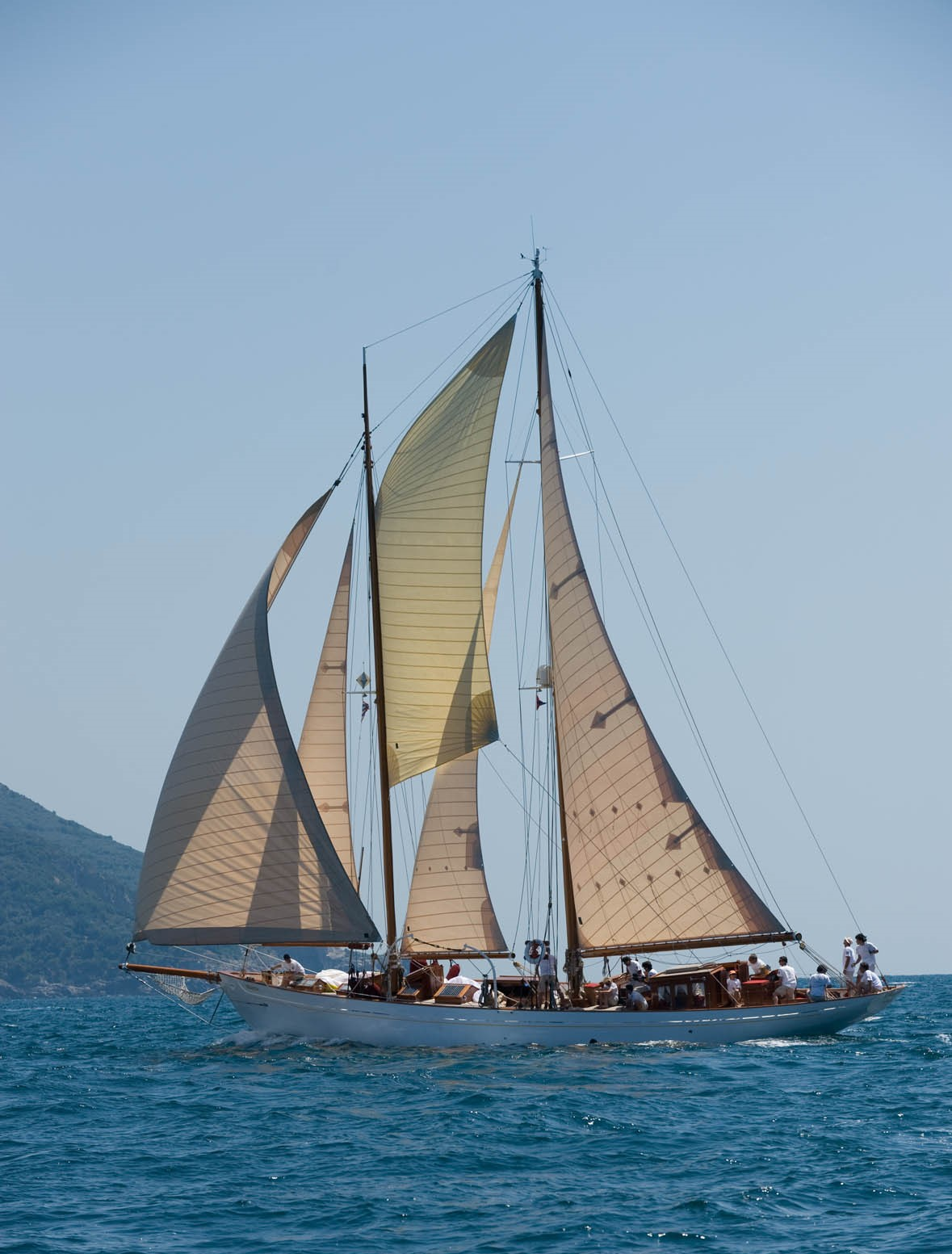

شاخک‌ها برای سرعت و قدرت مانور طراحی شده بودند. چیدمان بادبان‌ها به کشتی اجازه می‌داد تا نزدیک‌تر به باد حرکت کند، به این معنی که می‌توانست به‌طور مؤثرتری نسبت به سایر انواع کشتی‌های بادبانی به سمت باد حرکت کند. این باعث شد که اسکله‌ها برای تجارت ساحلی و ماهیگیری ایده‌آل باشند، زیرا می‌توانند در آب‌های کم عمق و فضاهای تنگ حرکت کنند.
در دوران ممنوعیت در ایالات متحده، از اسکونر اغلب برای قاچاق استفاده می‌شد، زیرا توسط مقامات اجرای قانون سریع و دشوار بود. طراحی این اسکله نیز باعث محبوبیت آن در میان دزدان دریایی شد که از این کشتی‌ها برای حمله به کشتی‌های دیگر در دریای کارائیب و در امتداد ساحل شرقی آمریکای شمالی استفاده می‌کردند.
امروزه از اسکونر عمدتاً برای قایقرانی تفریحی و به عنوان جاذبه‌های گردشگری استفاده می‌شود. بسیاری از اسکله‌ها بازسازی شده‌اند و برای سفرهای دریایی روزانه و سفرهای چارتر استفاده می‌شوند. برخی از اسکروها هنوز برای مقاصد تجاری، به ویژه برای ماهیگیری و سفرهای تحقیقاتی استفاده می‌شوند.